# Museum für moderne japanische Literatur

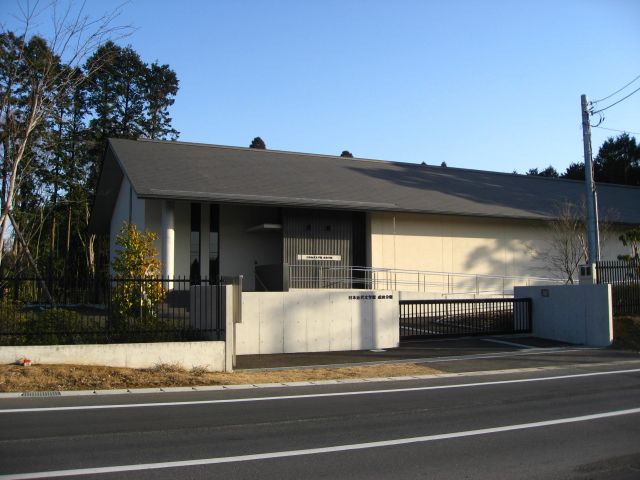
Museum für moderne japanische Literatur, Nebengebäude in Narita

Das Museum für moderne japanische Literatur (jap. 日本近代文学館, Nihon Kindai Bungakukan, Museum of modern japanese Literature) wurde im April 1967 im Tokyoter Bezirk Meguro im Komaba-Park (駒場公園) eröffnet. Anlässlich der Eröffnung erschien eine Sondermarke mit einem Briefmarkenwert von 15 Yen. 1984 wurde ein Partnerhaus, das Museum für moderne Literatur Kanagawa, eröffnet (神奈川近代文学館, Kanagawa Kindai Bungakukan).

## Übersicht
- Rechtsform: (rechtsfähige) Stiftung (財団法人) und seit 2011 gemeinnützige Körperschaft (公益法人) des Ministeriums für Bildung, Kultur, Sport, Wissenschaft und Technologie
- Ziele und Anliegen: Forschung über, Sammlung, Erhaltung und Verbreitung japanischen Literatur der Moderne und der Gegenwart.
- Gründung: Mai 1962,[1] Eröffnung: April 1967
- Adresse des Haupthauses: 4-3-55 Tokio, Meguro, Komaba Park
- Adresse der Nebenstelle: 1705-3 Chiba, Narita, Gemeinde Ino
- Eröffnung der Nebenstelle: September 2007